# Carnevale di Cagliari
Il Carnevale di Cagliari (in lingua sarda Carrasciali Casteddaju) è una manifestazione folkloristica della città di Cagliari, legata alle celebrazioni della festa di carnevale, riorganizzata soprattutto nel secondo dopoguerra.

## Storia

Carro allegorico nel primo Carnevale a Cagliari nel 1946.

Al termine della Seconda guerra mondiale la città di Cagliari si ritrovò ancora devastata dai bombardamenti degli Alleati del 1943. Dopo il conflitto pertanto la cittadinanza aveva bisogno di svaghi e azioni in grado di ricucire il tessuto sociale. La Società di Sant'Anna, corporazione e associazione culturale nata nel 1782 a cavallo tra i quartieri di Castello e Stampace, si prese carico di riorganizzare il Carnevale Cagliaritano:  fra i promotori il cavaliere Giovanni Loddo, i fratelli De Salvi ma anche gli artigiani e gli abitanti stampacini. L'organizzazione confluì nel circolo Tognolo e poi nella Gioventù Italiana Operaia Cattolica, nota anche con l'acronimo di GIOC. Questa associazione cattolica trovò spazio nella chiesa di Santa Restituta, sempre a Stampace, grazie al monsignor Ernesto Maria Piovella che il 10 ottobre 1945 concesse provvisoriamente i locali della chiesa per aprire un circolo ricreativo, le quali attività iniziarono il 9 dicembre dello stesso anno, in attesa di nuovi spazi che sarebbero nati. Tali spazi comunque non arrivarono mai e la chiesa smise di essere luogo in cui venivano officiate le messe e divenne de facto la sede dell'associazione. 
Nel 1946 venne organizzato quindi il primo carnevale grazie all'organizzazione di Pinuccio Schirra e Tonino D'Angelo, per decenni rimasti poi alla guida nell'organizzazione delle edizioni. Inizialmente la sfilata prevedeva solamente maschere tipiche, solo successivamente nelle edizioni più ricche degli anni settanta e ottanta si aggiunsero carri allegorici di carta pesta. Progressivamente infatti oltre alla GIOC parteciparono all'organizzazione altri gruppi storici come il Dopolavoro Ferroviario, la GRUC di Castello, e il Villaggio Pescatori di Giorgino. 
Negli anni Duemila il Carnevale ebbe un lento declino, ma nel 2008 la Curia cagliaritana decise di riappropriarsi della chiesa di Santa Restituta, sfrattando la GIOC che non trovando più uno spazio per le sue attività fu costretta a sciogliersi, determinando quindi l'interruzione della sfilata di carnevale nel capoluogo sardo, se non con qualche edizione organizzata da altre associazioni dedicate principalmente ai bambini.
Dal 2017 un nuovo gruppo di organizzatori, l'associazione Sa Ratantira Casteddaia, ha ripristinato il Carnevale Cagliaritano riprendendo le originali maschere e l'aspetto tradizionale.

## Sa Ratantira

Gruppo di suonatori della Ratantira con tamburi e grancasse nel 1955

Il simbolo più importante del carnevale cagliaritano è sa Ratantira, inventata proprio dagli stessi D'Angelo e Schirra. Essa è una marcetta suonata con percussioni con una metrica abbastanza breve e ripetuta incessantemente. Vengono utilizzati infatti tamburi, piatti e grancasse e si genera un suono che ha dato il nome alla canzone, che è infatti non altro che un nome onomatopeico.
Durante la sua esecuzione, sia le maschere sia gli spettatori cantano filastrocche e motivetti, il più famoso dei quali è in lingua sarda e recita "Cambara, cambara, cambara e macioni/ pisci urrè, sparedda e mumungioni", che in lingua italiana vuol dire ("gamberi, gamberi, gamberi e ghiozzi, donzelle, sparlotte e mormore"), a dimostrare il legame tra la città e il mare. Un'altra è "Donamì una cicca, Donamì-ndi un'atra,custa no mi bastat, arren-gen-gen" (in lingua italiana "Dammi una chewing-gum, dammene un'altra, questa non mi basta, arren-gen-gen")

## Le maschere

Gruppo de is Didas (le balie) della GIOC, con dietro is Tiaulus (i diavoli) in una sfilata degli anni Ottanta.

Nei primi carnevali cagliaritani le maschere erano quelle tipiche della vita cittadina, come sa dida (la balia), su macu (il pazzo), su tiaulu (il diavolo), sa viuda (la vedova), s'arregateri (il rigattiere), su moru (il moro), sa gatu (il gatto), su piscadori (il pescatore), sa panetera (la panettiera), su paliatzu (il pagliaccio), su caddemini (il mendicante), su dotori (il dottore), su sabateri (il ciabattino) e su piciocu de crobi (il garzone). Altra figura importante è su bandidori (il banditore), che va in giro per i quartieri storici della città ad annunciare in lingua sarda l'inizio delle celebrazioni del Carnevale, accompagnato da sa Ratantira. 
Negli anni ottanta vennero introdotte altre maschere, come Carmen Miranda e uomini baffuti e pelosi che scimmiottano le ballerine brasiliane del carnevale di Rio, oppure che imitavano le dive del cinema e dello spettacolo.
La figura principale del carnevale è comunque Cancioffali, un re fantoccio, che viene portato in corteo per tutta la sfilata e poi bruciato in un falò nel giorno di martedì grasso, a sancire la fine del carnevale e inizio della Quaresima.

## Tradizioni culinarie

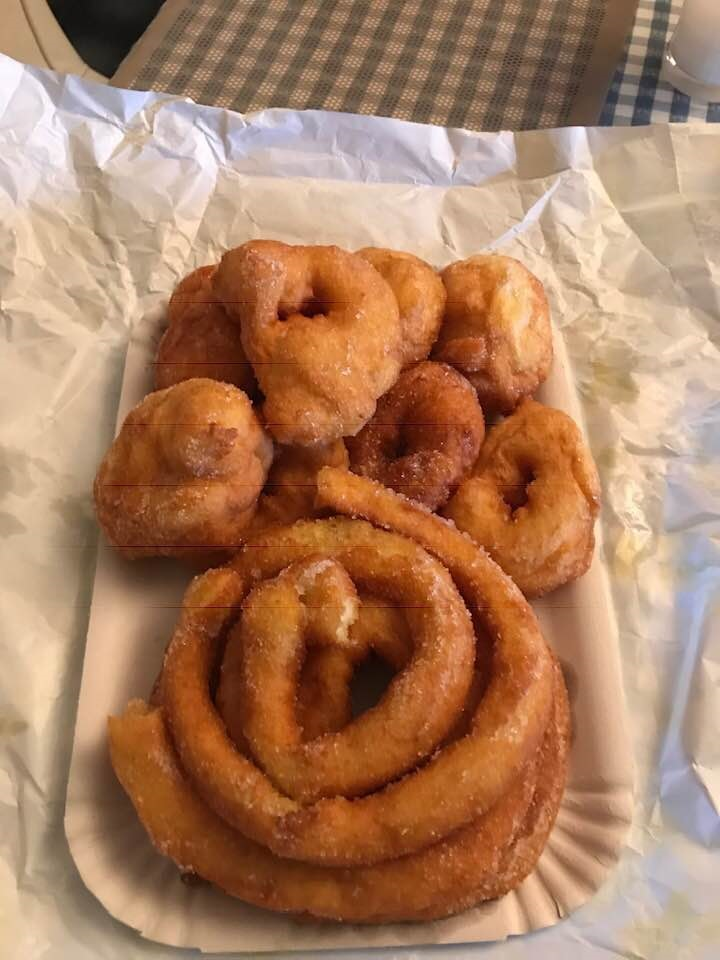
Vassoio di tzìpulas in versione sia tonda che a spirale.

Come in tutto il resto della Sardegna, il Carnevale ha sempre rappresentato anche l'occasione per la preparazione delle tzìpulas, tipica frittella della tradizione carnevalesca sarda composta da farina (a volte semola), il lievito e acqua, e come elementi eventuali, in alcune varianti, il latte, le uova, l'arancio, le patate e soprattutto nel cagliaritano il filu 'e ferru. L'impasto denso ma comunque ancora fluido viene fatto calare sull'olio caldo e durante i primi istanti di cottura con uno stuzzicadenti o una bacchetta, con l'impasto ancora crudo si buca il centro e si rotea in modo da creare il buco, lasciando invece alla tzìpula la forma irregolare creata dalla normale frittura. Una variante prevede l'inserimento dell'impasto in una sac à poche e la creazione di lunghe spirali con forme più regolari. Entrambe le versioni, una volta cotte e rimosse dalla padella vengono ricoperte di zucchero in grani. 
Le tzìpulas vengono tradizionalmente offerte e vendute durante la sfilata dagli stessi organizzatori e dalle pasticcerie dei quartieri attraversati da essa.

## Manifestazioni collaterali
Dal 2007 viene organizzata la Vespiglia, un omaggio in chiave ironica alla più celebre Sartiglia di Oristano, il palio in cui dei cavalieri provano a conquistare una stella forata infilzandola di corsa al proprio cavallo. Nell'evento organizzato dal Vespa Club Cagliari però invece del cavallo, i "cavalieri" corrono in sella ad una Piaggio Vespa, con due persone su di essa: un pilota e il passeggero che sarà deputato al tentativo di conquista della stella. La competizione è organizzata in quattro squadre, una per ogni quartiere del centro storico di Cagliari (Castello, Stampace, Marina e Villanova).